# فیصل حلیم
فیصل حلیم (انگلیسی: Faisal Halim؛ زادهٔ ۷ ژانویهٔ ۱۹۹۸) بازیکن فوتبال اهل مالزی است.
از باشگاه‌هایی که در آن بازی کرده‌است می‌توان به باشگاه فوتبال پاهانگ و باشگاه فوتبال پنانگ اشاره کرد.
وی همچنین در تیم ملی فوتبال مالزی بازی کرده‌است.